# Oswald Tötsch
Oswald Tötsch (ur. 17 stycznia 1964 w Vipiteno) – włoski narciarz alpejski. Zajął 5. miejsce w slalomie igrzyskach w Sarajewie w 1984 r. Był też dziewiąty w gigancie na mistrzostwach świata w Bormio i mistrzostwach świata w Crans-Montana. Najlepsze wyniki w Pucharze Świata osiągnął w sezonie 1984/1985, kiedy to zajął 16. miejsce w klasyfikacji generalnej, a w klasyfikacji slalomu był ósmy.

## Sukcesy

### Puchar Świata

#### Miejsca w klasyfikacji generalnej
- 1982/1983 – 97.
- 1983/1984 – 79.
- 1984/1985 – 16.
- 1985/1986 – 56.
- 1986/1987 – 23.
- 1987/1988 – 55.
- 1988/1989 – 65.
- 1989/1990 – 93.

#### Miejsca na podium
1. Kitzbühel – 13 stycznia 1985 (slalom) – 2. miejsce
2. Alta Badia – 14 grudnia 1986 (gigant) – 3. miejsce
3. Hinterstoder – 21 grudnia 1986 (slalom) – 3. miejsce